# Historypin
Historypin è un archivio digitale di foto storiche e ricordi personali fatto dagli utenti. Gli utenti sono in grado di utilizzare il luogo e la data dei loro contenuti per "appuntarli" (ingl. to pin) su Google Maps. Se Google Street View è disponibile, gli utenti possono sovrapporre fotografie storiche e confrontarle in contemporanea con la posizione. (Street Viewed Photo) Archiviato il 17 luglio 2011 in Internet Archive. Il contenuto può essere aggiunto ed esplorato in rete tramite una serie di applicazioni per telefoni intelligenti.

## Storia
Il progetto è stato creato dalla società non-profit We Are What We Do come parte del loro lavoro intergenerazionale, con il finanziamento e il sostegno di Google, all'interno di una serie di impegni per l'inclusione digitale. Il sito ha oltre 200.000 attività e ricordi "appuntati" per la mappa Historypin in tutto il mondo, con contributi più elevati nel Regno Unito, Stati Uniti e Australia. La versione beta del sito web è stata lanciata nel giugno 2010 presso il Royal Institute di Londra da Nick Stanhope, CEO di We Are What We Do e l'intero progetto è stato lanciato presso il Museo della Città di New York nel luglio 2011.